# Кек-Суу
Кек-Суу (кирг. Көк-Суу) — село в Алайском районе Ошской области Кыргызстана. Входит в состав Памир-Алайского айылного аймака.

## География
Село расположено в южной части области, в высокогорной зоне, на левом берегу реки Коксу, на расстоянии приблизительно 62 километров (по прямой) к юго-востоку от села Гульча, административного центра района. Абсолютная высота — 3345 метров над уровнем моря.

## Население
Согласно оценочным данным Национального статистического комитета Кыргызской Республики, численность населения села на начало 2023 года составляла 93 человека.
| год     | 2009 | 2014 | 2015 | 2020 | 2021 | 2023 |
| ------- | ---- | ---- | ---- | ---- | ---- | ---- |
| человек | 180  | 74   | 52   | 93   | 94   | 93   |